# Alamnagar
Alamnagar är en ort i Indien.   Den ligger i distriktet Madhepura och delstaten Bihar, i den östra delen av landet, 1 000 km öster om huvudstaden New Delhi. Alamnagar ligger 39 meter över havet och antalet invånare är 129 226.
Terrängen runt Alamnagar är mycket platt. Runt Alamnagar är det tätbefolkat, med 913 invånare per kvadratkilometer. Det finns inga andra samhällen i närheten. Trakten runt Alamnagar består till största delen av jordbruksmark.